# トロピカル (カメラ)
トロピカル（Tropical ）は木製カメラの熱帯仕様のことである。ドイツ語ではトローペン（Tropen ）である。
カメラの黎明期はイギリスの黄金時代でもあったが、その植民地は本国とは気候が違うため、本国で製造されたカメラをそのまま使うと色々な問題が想定された。そのためメーカーは熱帯の強い日差し、高温多湿に耐えられるよう設計したカメラを製作した。しかし後にはその仕上げの美しさから高級仕上げとしても珍重されるようになった。工作は見事で工芸品と言っても良いものである。
製品としてはA・アダムスのマイネックス、ソロントン・ピッカードのルビーデラックスレフレックス、マリオンのソホレフレックス、ジェームズ・A・シンクレアのウナ、ホートンのサンダーソン、コンテッサ・ネッテルのデクルローネッテルやアドロ、エルネマンのクラップ、小西六のリリー等に存在することが知られる。

## 日差し対策
熱を溜めないよう黒仕上げとしない。
- 金具は真鍮無地[4]、透明ラッカー仕上げ[5][1][3]とする。
- 蛇腹を始めとする革は黒でなく茶[4]や赤[5]等とする。

## 高温多湿対策
- 防虫処理をする[4][3]。
- 狂いが出ないよう、マホガニー[2][3]やチーク[5][1][3]等良質な熱帯材を何年も枯らして使用する[2][3]。

## 腕時計の「トロピカル」
パテック・フィリップのRef.2526は強い日差しにも焼けないよう陶製文字盤を使用していることから、この言葉にちなんで「トロピカル」と俗称されている。